# The Roots of Guns N' Roses
The Roots of Guns N' Roses es un demo de la banda de hard rock estadounidense Hollywood Rose, grabado originalmente en Hollywood en 1984, lanzado en junio de 2004, con las nuevas remasterizaciones de Gilby Clarke exguitarrista de Guns N' Roses y Fred Coury baterista de Cinderella; bajo el sello discográfico Deadline Music. Contiene cinco temas originales de la banda con dos remasterizaciones cada una, además de la colaboración de Tracii Guns en los temas «Shadow of Your Love» y «Reckless Life» de la remasterización de Gilby Clarke.
En los créditos de las canciones fueron incluidos Slash, Duff McKagan y Steven Adler aunque no intervinieron directamente en la composición de las canciones; sin embargo, tales temas fueron incluidos oficialmente tiempo después en los álbumes Appetite for Destruction y G N' R Lies, cuando la banda había cambiado el nombre por el de Guns N' Roses.

## Lista de canciones
| N.º | Título                                  | Escritor(es)                                | Duración |  |
| 1.  | «Killing Time»                          | Rose, Weber                                 | 3:39     |  |
| 2.  | «Anything Goes»                         | Adler, Hudson, Isbell, McKagan, Rose, Weber | 5:07     |  |
| 3.  | «Rocker»                                | Rose, Weber                                 | 3:50     |  |
| 4.  | «Shadow of Your Love»                   | Adler, Hudson, Isbell, McKagan, Adler       | 2:58     |  |
| 5.  | «Reckless Life»                         | Adler, Hudson, Isbell, McKagan, Rose, Weber | 4:40     |  |
| 6.  | «Killing Time»                          | Rose, Weber                                 | 3:28     |  |
| 7.  | «Anything Goes»                         | Adler, Hudson, Isbell, McKagan, Rose, Weber | 4:55     |  |
| 8.  | «Rocker»                                | Rose, Weber                                 | 3:35     |  |
| 9.  | «Shadow of Your Love» (Con Tracii Guns) | Adler, Hudson, Isbell, McKagan, Rose, Weber | 2:47     |  |
| 10. | «Reckless Life» (Con Tracii Guns)       | Adler, Hudson, Isbell, McKagan, Rose, Weber | 4:41     |  |
| 11. | «Killing Time»                          | Rose, Weber                                 | 3:26     |  |
| 12. | «Anything Goes»                         | Adler, Hudson, Isbell, McKagan, Rose, Weber | 5:07     |  |
| 13. | «Rocker»                                | Rose, Weber                                 | 3:50     |  |
| 14. | «Shadow of Your Love»                   | Adler, Hudson, Isbell, McKagan, Adler       | 2:58     |  |
| 15. | «Reckless Life»                         | Adler, Hudson, Isbell, McKagan, Rose, Weber | 4:40     |  |

Versiones originales de 1 a 5, versiones remasterizadas por Gilby Clarke de 6 a 10, versiones remasterizadas por Fred Coury de 11 a 15.

## Miembros
- Axl Rose - Voz
- Izzy Stradlin - Guitarra
- Chris Weber - Guitarra
- Johnny Kreis - Batería

- Tracii Guns - Guitarra en 9 y 10